# Жутице
Жутице је насеље у Србији у општини Рашка у Рашком округу. Према попису из 2022. било је 169 становника.

## Демографија
У насељу Жутице живи 188 пунолетних становника, а просечна старост становништва износи 42,3 година (39,8 код мушкараца и 44,8 код жена). У насељу има 64 домаћинства, а просечан број чланова по домаћинству је 3,50.
Ово насеље је великим делом насељено Србима (према попису из 2002. године).
|  |

| Демографија | Демографија | Демографија |
| Година      | Становника  | Становника  |
| ----------- | ----------- | ----------- |
| 1948.       | 196         |             |
| 1953.       | 220         |             |
| 1961.       | 255         |             |
| 1971.       | 207         |             |
| 1981.       | 231         |             |
| 1991.       | 232         | 229         |
| 2002.       | 224         | 225         |

| Етнички састав према попису из 2002.‍ | Етнички састав према попису из 2002.‍ | Етнички састав према попису из 2002.‍ | Етнички састав према попису из 2002.‍ | Етнички састав према попису из 2002.‍ |
| ------------------------------------ | ------------------------------------ | ------------------------------------ | ------------------------------------ | ------------------------------------ |
|                                      |                                      |                                      |                                      |                                      |
| Срби                                 | Срби                                 |                                      | 223                                  | 99,55%                               |
| Словенци                             | Словенци                             |                                      | 1                                    | 0,44%                                |
| непознато                            | непознато                            |                                      | 0                                    | 0,0%                                 |

| Година пописа     | 1948. | 1953. | 1961. | 1971. | 1981. | 1991. | 2002. |
| ----------------- | ----- | ----- | ----- | ----- | ----- | ----- | ----- |
| Број домаћинстава | 33    | 34    | 39    | 41    | 58    | 61    | 64    |

| Број чланова      | 1  | 2  | 3 | 4  | 5 | 6 | 7 | 8 | 9 | 10 и више | Просек |
| ----------------- | -- | -- | - | -- | - | - | - | - | - | --------- | ------ |
| Број домаћинстава | 12 | 11 | 7 | 14 | 9 | 9 | 2 | 0 | 0 | 0         | 3,50   |

| Пол    | Укупно | Неожењен/Неудата | Ожењен/Удата | Удовац/Удовица | Разведен/Разведена | Непознато |
| ------ | ------ | ---------------- | ------------ | -------------- | ------------------ | --------- |
| Мушки  | 99     | 32               | 63           | 4              | 0                  | 0         |
| Женски | 102    | 18               | 63           | 21             | 0                  | 0         |
| УКУПНО | 201    | 50               | 126          | 25             | 0                  | 0         |

| Пол    | Укупно                    | Пољопривреда, лов и шумарство | Рибарство                            | Вађење руде и камена | Прерађивачка индустрија       |
| ------ | ------------------------- | ----------------------------- | ------------------------------------ | -------------------- | ----------------------------- |
| Мушки  | 46                        | 0                             | 0                                    | 19                   | 10                            |
| Женски | 22                        | 0                             | 0                                    | 3                    | 12                            |
| УКУПНО | 68                        | 0                             | 0                                    | 22                   | 22                            |
| Пол    | Производња и снабдевање   | Грађевинарство                | Трговина                             | Хотели и ресторани   | Саобраћај, складиштење и везе |
| Мушки  | 1                         | 1                             | 0                                    | 0                    | 8                             |
| Женски | 0                         | 0                             | 1                                    | 2                    | 2                             |
| УКУПНО | 1                         | 1                             | 1                                    | 2                    | 10                            |
| Пол    | Финансијско посредовање   | Некретнине                    | Државна управа и одбрана             | Образовање           | Здравствени и социјални рад   |
| Мушки  | 0                         | 3                             | 4                                    | 0                    | 0                             |
| Женски | 0                         | 0                             | 0                                    | 1                    | 0                             |
| УКУПНО | 0                         | 3                             | 4                                    | 1                    | 0                             |
| Пол    | Остале услужне активности | Приватна домаћинства          | Екстериторијалне организације и тела | Непознато            | Непознато                     |
| Мушки  | 0                         | 0                             | 0                                    | 0                    | 0                             |
| Женски | 1                         | 0                             | 0                                    | 0                    | 0                             |
| УКУПНО | 1                         | 0                             | 0                                    | 0                    | 0                             |